# Lynne Ewing
Lynne Ewing är en amerikansk författare och manusförfattare.
Under sin uppväxt flyttade hon runt mycket eftersom hennes pappa var med i marinkåren. Hon hade två systrar. Lynne avslutade high school i Lima i Peru efter att ha gått på sju andra skolor.  Medan hon var i Peru lärde hon sig spanska. Hon gick på University of Californias Santa Barbara-campus. När hon var 30 år började hon skriva för tidningar, gjorde dokumentärer och manus. Utöver att jobba som författare arbetar hon som socialarbetare med rådgivning för tonåringar med problem och som ståuppkomiker. Hennes första böcker var Drive by och Party Girl. Drive by tog sex år att skriva och Party Girl har filmatiserats, vilken fick namnet Living the Life. Hon skrev serierna Måndöttrar och Sons of the Dark. Hon bor i Los Angeles och Washington D.C. Ewing har två barn, Jonathan, som är molekylärbiolog, och Amber, som är internationell advokat. Hon har rest till Japan, Kina, Ryssland, Europa, Malaysia, Singapore, Laos, Myanmar och Thailand. Hon har börjat skriva på en ny serie vid namn Sisters of Isis.

## Böcker
- Drive By (1998), i svensk översättning Drive by - uppgörelsen (2000)[3]
- Party Girl (1999)
- Daughters of the Moon, bokserie 2000-2007, på svenska Måndöttrar
  - Goddess of the Night (2000), i svensk översättning Nattens gudinna[4]
  - Into the Cold Fire (2000), i svensk översättning Isande eld (2003)[5]
  - Night Shade (2001), i svensk översättning Dold bland skuggorna (2004)[6]
  - The Secret Scroll (2001), i svensk översättning Den hemliga skriften (2004)[7]
  - The Sacrifice (2001), i svensk översättning Skuggornas prins (2005)[8]
  - The Lost One (2001), i svensk översättning Förlorad dotter (2005)[9]
  - Moon Demon (2002), i svensk översättning Månringen (2006)[10]
  - Possession (2002), i svensk översättning Stulen själ (2006)[11]
  - The Choice (2003)
  - The Talisman (2003)
  - The Prophecy (2004)
  - The Becoming (2004)
  - The Final Eclipse (2007)
- Sons of the Dark, bokserie 2004-2005, spin-off från serien Måndöttrar
  - Barbarian (2004)
  - Escape (2004)
  - Outcast (2005)
  - Night Sun (2005)
- Sisters of Isis, bokserie 2007-2008
  - The Summoning (2007)
  - Divine One (2007)
  - Enchantress (2008)
  - The Haunting (2008)
- The Lure (2014)

## Film
År 2001 blev Ewings bok Party Girl en film med titeln Living the Life och Lynne var en av två manusförfattare.